# Nieuport 11

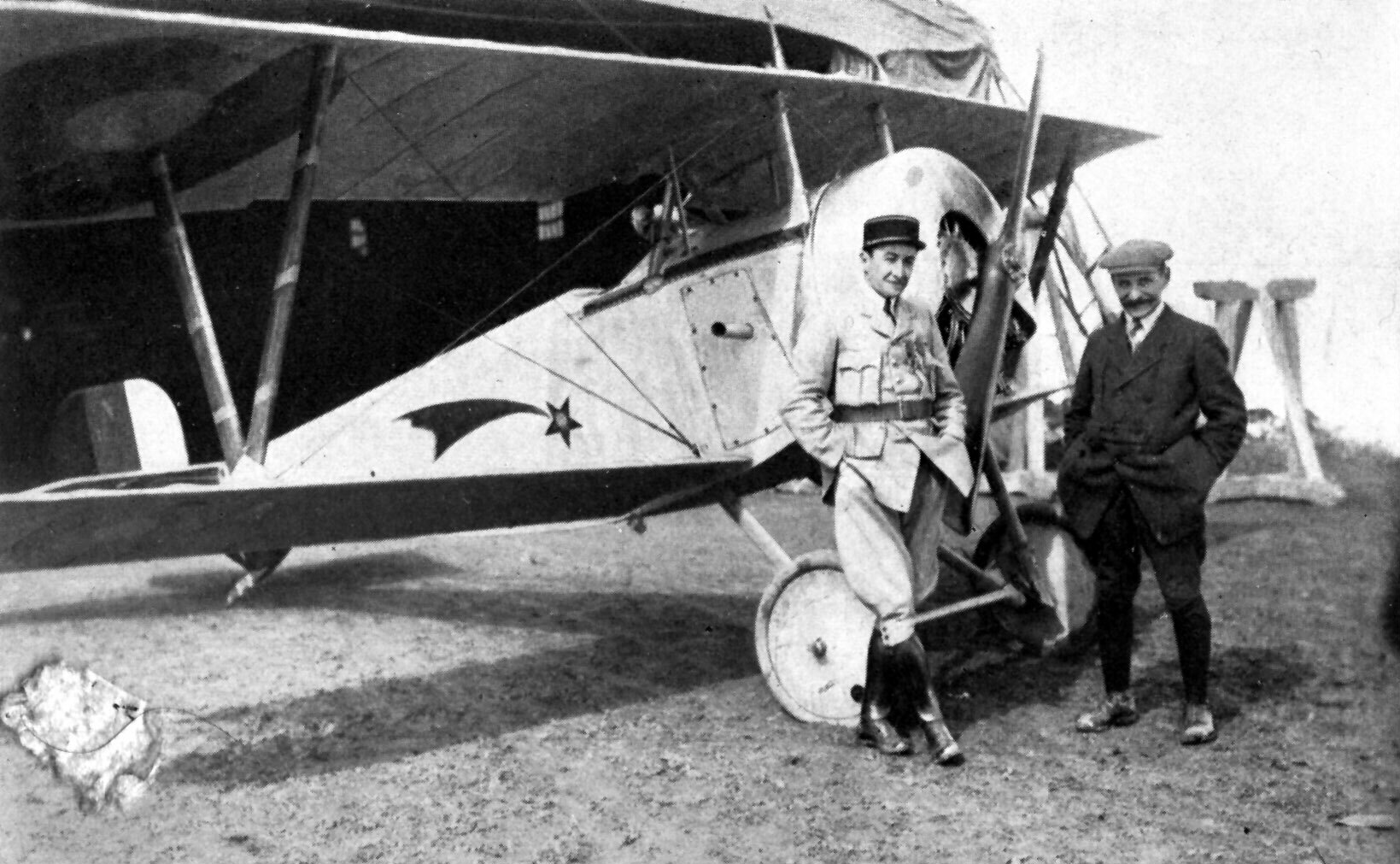
Nieuport 11 °C.1

Французский одноместный истребитель времён Первой мировой войны, спроектированный Гюставом Делажем. Некоторые источники утверждают, что он помог положить конец периоду, названному в прессе «Бич Фоккера». Этот тип самолета был принят на вооружение странами Антанты и несколькими другими государствами. С него началась серия истребителей Nieuport типа «vee-strut»[неизвестный термин], которые оставались на вооружении до 1920-х годов.

## История эксплуатации

Nieuport 11 Ивана Лойко

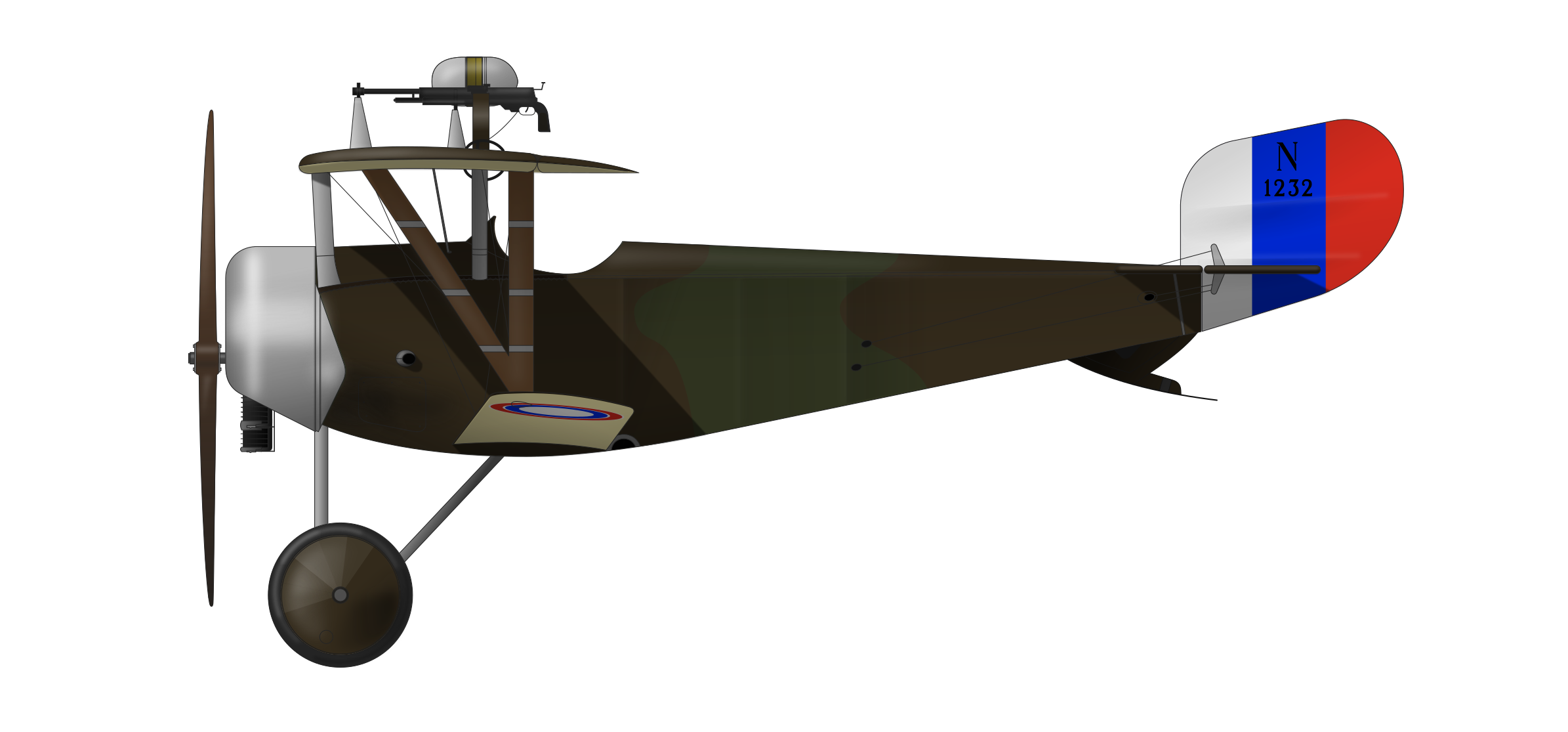
Nieuport 11 Василия Ященко

Nieuport 11 попали на фронт в 1916 г. Спустя месяц в боях участвовало уже более 90 самолётов этого типа. Единственным оставшимся преимуществом немецкого «Фоккера» над самолетом Nieuport 11 был синхронный пулемет, стрелявший через диск винта. В то время у союзников не было подобной системы.
В ходе битвы при Вердене в феврале 1916 года сочетание технических преимуществ Nieuport 11 позволило французам установить превосходство в воздухе. Также в победе сыграло роль достаточное количество самолетов данного типа во французских авиационных частях.

## Компоновка
Nieuport 11 являлся упрощённой версией Nieuport 10. Оба истребителя представляли собой бипланы с полноразмерным верхним двухлонжеронным крылом и более узким нижним однолонжеронным крылом. К верхнему и нижнему крылу присоединялись межплоскостные стойки. Компоновка полутораплана уменьшила лобовое сопротивление и улучшила скорость набора высоты, а также обеспечила лучший обзор из кабины. К сожалению, узкое нижнее крыло иногда подвергалось аэроупругому флаттеру на высоких скоростях полёта, эта проблема проявлялась на более поздних истребителях Nieuport с V-образной стойкой, а также на немецком Albatros D.III. Nieuport 11 поставлялись французской Aéronautique Militaire, британской Королевской военно-морской авиации, Российской имперской воздушной службе, Бельгии и Италии. 646 Nieuport 11 были произведены итальянской компанией Macchi по лицензии.

## Общие характеристики
- Экипаж: 1 чел.
- Длина: 5500 мм
- Размах верхнего крыла: 7520 мм
- Хорда верхнего крыла: 1200 мм
- Размах нижнего крыла: 7400 мм
- Хорда нижнего крыла: 700 мм
- Стреловидность крыла: 3°30'
- Высота: 2400 мм
- Площадь крыльев: 13,3 м²
- Профиль крыла: Тип N
- Масса пустого: 300 кг
- Максимальная взлётная масса: 480 кг
- Колея шасси: 1600 мм
- Силовая установка: 1 девятицилиндровый ротативный двигатель Le Rhône 9C с воздушным охлаждением
- Винт: 2-лопастной фиксированного шага Levasseur 450
- Максимальная скорость: 162 км/ч на высоте 2000 м
- Дальность: 400 км
- Практический потолок: 5000 м
- Время набора высоты: 8 минут 30 секунд до 2000 м, 15 минут 25 секунд до 3000 м
- Вооружение: один 7,7-мм пулемёт Lewis над верхним крылом

## Страны-эксплуататоры
- Российская Империя
- Великобритания
- Франция
- Бельгия
- Итальянское королевство
- Нидерланды
- Румыния